# Diódoto
Diódoto, (em grego:  Διόδοτος), foi um filósofo estoico do século I a.C. Foi amigo de Cícero
Viveu quase toda a sua vida em Roma na casa de Cícero, onde o instruiu na filosofia estoica, fundamentalmente na lógica. Ainda que Cícero nunca tenha aceitado por completo a filosofia estoica, sempre se referiu a Diódoto como um dos mais importantes filósofos.
Nos seus últimos anos, Diódoto ficou cego, o que não impediu que continuasse a estudar e ensinar. Morreu ea casa de Cícero no ano 59 a.C., deixando ao seu amigo e discípulo todas as suas propriedades.